# Guinée Air Service
Guinée Air Service était une compagnie aérienne basée à Conakry, en République de Guinée. Elle a été créée et a démarré ses activités en 1985 et exploitait des vols charters intérieurs. Sa base principale était l'aéroport international de Conakry,.

## Flotte
Depuis mars 2007, la flotte de Guinée Air Service comprenait:
- 2 Antonov An-26